# Miloš Rus
Miloš Rus (sinh ngày 4 tháng 4 năm 1962) là một huấn luyện viên và cựu cầu thủ bóng đá người Slovenia.

## Sự nghiệp Huấn luyện viên
Miloš Rus đã dẫn dắt Brummell Sendai, Slavija Vevče, Factor, Zagreb, Slovenia U-18, Celje, Krka, Yokohama FC và ND Bilje.